# Современное пятиборье на летних Олимпийских играх 1956
На Летних Олимпийских играх 1956 в Мельбурне в соревнованиях по современному пятиборью было разыграно два комплекта наград. Всего на старт вышли пятиборцы 17 стран. За награды в командном первенстве участвовало 12 команд.

## Мужчины
| Дисциплина           | Золото                                                  | Серебро                                            | Бронза                                                      |
| Индивидуальный зачет | Швеция · Ларс Халль · 4833                              | Финляндия · Олави Маннонен · 4774                  | Финляндия · Вяйнё Корхонен · 4750                           |
| Командный зачет      | СССР · Игорь Новиков · Александр Тарасов · Иван Дерюгин | США · Джордж Ламберт · Уильям Андре · Джек Дэниелс | Финляндия · Вяйнё Корхонен · Олави Маннонен · Берндт Каттер |

- Итоговые результаты. Личное первенство.

| Место | Имя               | Страна    | Сумма очков |
| ----- | ----------------- | --------- | ----------- |
| 1     | Ларс Халль        | Швеция    | 4833        |
| 2     | Олави Маннонен    | Финляндия | 4774        |
| 3     | Вяйнё Корхонен    | Финляндия | 4750        |
| 4     | Игорь Новиков     | СССР      | 4714        |
| 5     | Джордж Ламберт    | США       | 4693        |
| 6     | Габор Бенедек     | Венгрия   | 4650        |
| 7     | Уильям Андре      | США       | 4629        |
| 8     | Александр Тарасов | СССР      | 4479        |
| 9     | Иван Дерюгин      | СССР      | 4452        |

## Фехтование
Фехтование выиграли пятиборцы Венгрии — 2 566, которые неудачно выступили в верховой езде. Второе место у Румынии — 2 194, СССР на третьем месте — 2 194. Американские пятиборцы были шестыми — 2 008.

## Стрельба
Стрельбу выиграли советские пятиборцы и сократили отставание от американцев. Разрыв составил 357 очков.

## Плавание
Советская команда выиграла соревнования по плаванию набрав 2880 очков. Иван Дерюгин выиграл плавание с результатом 3.46,7; Новиков показал 4.03,6,; Тарасов проплыл за 4.35,0. Американцы заняли второе место, но сохранили за собой первое место в командном зачете выигрывая у команды СССР 257 очков.
- Результаты после четырёх видов. Командное первенство.

1. США — 10 368
2. СССР — 10 111
3. Финляндия — 9 795
4. Венгрия — 9 413

## Бег
Соревнования по бегу завершились победой команды СССР. Трио советских пятиборцев заняли места с 3 по 5.
- Результаты. Бег. Личное первенство.

1. Дональд Cobley (Великобритания) — 13:35.5 (1 255 очков)
2. Бертил Хаазе (Швеция) — 13:48.5 (1 216)
3. Иван Дерюгин (СССР) — 13:53.8 (1 201)
4. Игорь Новиков (СССР) — 13:56.3 (1 192)
5. Александр Тарасов (СССР) — 13:58.1 (1 186)
6. Томас Хадсон (Великобритания) — 14:00.2 (1 180)

## Итоги
Советские пятиборцы завоевали золотые медали в командном зачете, выиграв 3 вида программы — плавание, бег и стрельбу. Второе место у американцев и бронза у команды Финляндии. Команда Швеции, которую считали претендентом номер один, не смогла бороться за медали после того, как Бьорн Тофельд не смог закончить дистанцию конного кросса. В итоге команда Швеции заняла последнее место.
- Итоговые результаты. Командное первенство.

1.  СССР — 13 690.5
2  США — 13 482
3  Финляндия — 13 185.5
4  Венгрия — 12 554.5
5  Мексика — 10 981
6  Румыния — 10 613
7  Великобритания — 9 226
8  Австралия — 8 825